# جاكي نيلسون
جاكي نيلسون (بالإنجليزية: Jackie Neilson)‏ (1 أبريل 1929 - 22 يونيو 2012) هو لاعب كرة قدم بريطاني في مركز نصف الجناح. لعب مع نادي سانت ميرين.

## وصلات خارجية
- جاكي نيلسون على موقع قاعدة بيانات كرة القدم.إي يو (الإنجليزية)
- جاكي نيلسون على موقع Soccerbase.com (لاعب) (الإنجليزية)